# Sự biến Thiên Kinh
Thiên kinh chi biến (hay Thái Bình chi biến) là nguyên nhân chính dẫn đến sự sụp đổ của Thái Bình Thiên Quốc trong lịch sử Trung Quốc. Đây là một trận thảm sát tự giết lẫn nhau của triều đình Thái Bình Thiên Quốc diễn ra vào năm 1856 khiến hàng vạn người thiệt mạng, làm nguyên khí của quốc gia này tổn thương trầm trọng.
Thiên kinh chi biến bắt nguồn từ sự hống hách của Đông vương Dương Tú Thanh khi ông ta luôn mượn danh nghĩa Thiên phụ nhập thể để ra lệnh cho Thiên vương Hồng Tú Toàn phải quỳ xuống tiếp chỉ và nghe theo lời ông ta rất nhiều lần. Điều này khiến Thiên vương nổi giận ra lệnh cho Bắc vương tiêu diệt Đông vương. Trận thảm sát ở đã giết gần hết gia quyến của Dương Tú Thanh, các quan lại ở Đông điện và khoảng 20.000 thuộc hạ của Đông vương. Việc thanh trừng Đông vương lại dẫn đến sự lộng hành của Bắc vương Vi Xương Huy khi ông ta giết sạch cả Dực vương phủ của Thạch Đạt Khai với lý do là đồng đảng với Dương Tú Thanh vì sợ ông này sẽ là vật cản của mình. Thiên vương lại sai Dực vương và Yến vương giết Bắc vương gây ra một vụ thảm sát phủ họ Vi giết chết không biết bao nhiêu người. Thiên kinh chi biến đã đặt dấu chấm hết cho Thái Bình Thiên quốc. Vương triều này dần dần lụi tàn. Đây được coi là cột mốc chia cuộc khởi nghĩa Thái Bình Thiên Quốc ra hai giai đoạn gồm giai đoạn đầu phát triển mạnh mẽ và giai đoạn sau thoái hóa trầm trọng